# Часовня Александра Невского (Коломяги)
Часовня Александра Невского — часовня из красного кирпича в Коломягах при храме Святого великомученика Димитрия Солунского. Построена в 1885 году по проекту архитектора Ф. Ф. фон Пирвица (по другим данным освящение часовни произошло уже 30 августа 1883 года). Строительство шло на пожертвования жителей Коломяг, которые молились об избавлении от вспыхнувшей эпидемии холеры.
Первоначально часовня использовалась как алтарь, верующие же молились под открытым небом. В 1896 году к ней был пристроен стеклянный павильон на сто молящихся.
7 сентября 1899 года прихожане обратились к митрополиту Петербургскому и Ладожскому Антонию за разрешением на устройство тёплой церкви на основе имеющейся часовни. Разрешение было дано, но переоборудование часовни архитектором Всеславиным было признано нецелесообразным, он создал проект новой одноэтажной деревянной церкви.
В 1906 году строительство новой церкви Димитрия Солунского было окончено, часовня была приписана к ней.
При советской власти часовня постепенно разбиралась на кирпичи, однако, её развалины простояли до 1989 года, когда часовня была восстановлена, а в 1990 году её освятил Патриарх Алексий II.
К 55-летию победы над Германией, на южной стене часовни было установлено мозаичное изображение Святого благоверного князя Александра Невского.